# Trioxys apterus
Trioxys apterus är en stekelart som beskrevs av Gardenfors 1990. Trioxys apterus ingår i släktet Trioxys och familjen bracksteklar. Inga underarter finns listade i Catalogue of Life.